# Evandro (mitologia)
Evandro (do grego: Εύανδρος, Eúandros, "bom homem" ou "homem forte"; em latim: Euander) é um personagem da mitologia romana que foi, sem dúvida, o mais "célebre" e um dos primeiros que se sabe com este nome, fundador do Palanteu, povoação instalada no Palatino, local onde mais tarde o presunçoso Rômulo "fundaria" Roma. 
Evandro era filho de Hermes com uma ninfa, filha do deus-rio Ladon. Sendo natural da grega Arcádia, mais exatamente da cidade de Pallantium, Evandro e um grupo de árcades instalaram-se à margem do Tibre, na colina do Palatino, uma das sete colinas de Roma. Ensinou aos "ainda bárbaros da região" a arte, a escrita, a música e tudo aquilo que para o ideal grego era útil e necessário. Introduziu na região do Lácio germes da religião grega, os cultos a Ceres, a Netuno e a Pã. 
Estabeleceu-se no Lácio cerca de sessenta anos antes da Guerra de Troia, onde foi recebido pelo rei Fauno.
Teve duas filhas: "Rhome" (em grego o nome significa força), homenagem que ele teria feito a uma "adivinha" que aparecera no local onde ele fundaria o Palanteu, o primeiro núcleo de Roma. Sua outra filha foi Daine. Evandro é também pai de Palante, o mais nobre guerreiro que lutou (e morreu) aliado aos troianos e etruscos liderados por Eneias contra os latinos e rútulos comandados por Turno. A morte de Palante, na Eneida, é, literariamente, um contra-passo da morte de Pátroclo (companheiro de Aquiles) em Troia. Essa guerra no Lácio (Itália Central) e esta morte (de Palante) estão na Eneida de Virgílio. 
Teria sido, ainda, o iniciador das festas lupercais, uma das mais importantes no calendário religioso de Roma, e que desapareceu apenas no século V.